# Proteuxoa stigmatucha
Proteuxoa stigmatucha là một loài bướm đêm trong họ Noctuidae.